# 阿拉伯鸚嘴魚
阿拉伯鸚嘴魚，為輻鰭魚綱鱸形目隆頭魚亞目鸚哥魚科的其中一種，其种加词“arabicus”意为“阿拉伯的”。分布於西印度洋區，從亞丁灣至巴基斯坦海域，棲息深度可達50公尺，體長可達45公分，棲息在珊瑚礁區，以藻類為食，可做為食用魚。